# Darkstalkers Chronicle: The Chaos Tower
Darkstalkers Chronicle: The Chaos Tower, in Japan gekend als Vampire Chronicle: The Chaos Tower (ヴァンパイア クロニクル ザ カオスタワー, Banpaia Kuronikuru Za Kaosu Tawā), is het vierde vechtspel uit de Darkstalkers-franchise. Het werd ontwikkeld en uitgebracht in 2004 door Capcom voor PlayStation Portable.